# Coupe de Tunisie de football 1938-1939
Navigation
Coupe de Tunisie 1937-1938 Coupe de Tunisie 1941-1942
La Coupe de Tunisie de football 1938-1939 est la 15e édition de la coupe de Tunisie. 
Le changement du paysage footballistique, entrevu depuis deux ans, se confirme avec l'accès pour la première fois de deux clubs nationalistes tunisiens en finale de la coupe de Tunisie : l'Espérance sportive, champion de la division d'honneur Nord et qui vient de perdre la finale du championnat d'une façon inattendue contre le Club sportif gabésien, et l'Étoile sportive du Sahel, qui a elle-même perdu une finale du championnat en 1932. Toutefois, l'Espérance sportive n'a pas trouvé beaucoup de difficultés pour triompher de son adversaire et s'adjuger le trophée. Pour sa part, le Club africain parvient en demi-finale puis arrache le troisième ticket qualificatif pour la coupe d'Afrique du Nord.

## Résultats

### Premier tour éliminatoire
- Football Club de la Manouba - Union sportive souk-arbienne : 2 - 1
- Gazelle sportive de Moularès bat Métlaoui Sport
- Union sportive béjoise - Jeunesse sportive musulmane : 6 - 0
- Kram olympique-Football Club du Kram bat Jeunesse sportive d'avant-garde
- Racing Club de Tunis - Union sportive radésienne : 4 - 0
- Football Club de Jérissa - Société sportive Audace de Bizerte : Forfait
- Khanfous Club (Redeyef) bat Sporting Club de Gafsa
- Étoile sportive gabésienne - Caprera de Sfax : Forfait
- Club athlétique bizertin - Club athlétique de La Marsa : 2 - 0

### Deuxième tour
- Kram olympique-Football Club du Kram - Vaillante-Sporting Club de Ferryville : 4 - 1
- Racing Club de Tunis - Khanfous Club (Redeyef) : 3 - 0
- Étoile sportive du Sahel bat Football Club de la Manouba
- Savoia de La Goulette - Gazelle sportive de Moularès : 4 - 1
- Étoile sportive ouvrière de Ferryville - Jeunesse olympique de Sfax : 2 - 1
- Sfax railway sport - Union sportive béjoise : 4 - 0
- Club athlétique bizertin bat Football Club de Jérissa
- Club africain - Stade gaulois : 3 - 1
- Espérance sportive - Étoile sportive gabésienne : Forfait
- Italia de Tunis - Union sportive tunisienne : 1 - 0
- Sporting Club de Tunis, Patrie Football Club de Sousse, Savoia de Sousse, Jeunesse de Hammam Lif, Club sportif gabésien et Patrie Football Club bizertin : Qualifiés directement pour les huitièmes de finale

### Huitièmes de finale
| Équipe 1                               | Équipe 2                             | Score 90'                     |
| Racing Club de Tunis                   | Italia de Tunis                      | 4 - 2                         |
| Étoile sportive ouvrière de Ferryville | Sfax railway sport                   | 5 - 0                         |
| Étoile sportive du Sahel               | Savoia de La Goulette                | Victoire de l'Étoile du Sahel |
| Patrie Football Club bizertin          | Club athlétique bizertin             | 3 - 0                         |
| Club africain                          | Jeunesse de Hammam Lif               | 3 - 1                         |
| Patrie Football Club de Sousse         | Savoia de Sousse                     | 1 - 0                         |
| Espérance sportive                     | Club sportif gabésien                | 1 - 0                         |
| Sporting Club de Tunis                 | Kram olympique-Football Club du Kram | 3 - 1                         |

### Quarts de finale
| Équipe 1                               | Équipe 2                       | Score 90'        |
| Étoile sportive ouvrière de Ferryville | Sporting Club de Tunis         | 1 - 1 puis 2 - 0 |
| Étoile sportive du Sahel               | Patrie Football Club de Sousse | 2 - 1            |
| Club africain                          | Racing Club de Tunis           | 2 - 1            |
| Espérance sportive                     | Patrie Football Club bizertin  | 1 - 0            |

### Demi-finales
| Équipe 1                 | Équipe 2                               | Score 90'        |
| Espérance sportive       | Club africain                          | 0 - 0 puis 3 - 0 |
| Étoile sportive du Sahel | Étoile sportive ouvrière de Ferryville | 1 - 0            |

### Finale
| Date        | Équipe 1           | Équipe 2                 | Score 90' |
| 28 mai 1939 | Espérance sportive | Étoile sportive du Sahel | 4 - 1     |

La finale est arbitrée par le trio Goldmann[Qui ?], Perrenoud[Qui ?] et Martinez[Qui ?]. Les buts sont marqués par Mabrouk[Qui ?] (  11e,   70e), Kacem Ben Saïd (  16e), Hamadi Ayari (  48e) pour l'Espérance et par Jemaï[Qui ?] (  43e) pour l'Étoile sportive du Sahel. Les finalistes sont :
- Espérance sportive : Laâroussi Tsouri - Larbi Anniba, Mohamed Mouldi - Mohamed Dougaz, Kacem Ben Saïd, Rachid Turki - Hechmi Cherif, Moncef Zouhir, Mabrouk Meskine, Najar, Hamadi Ayari
- Étoile sportive du Sahel : Hédi Belajouza - Jalloul Bouali, Tijani Karaborni - Manoubi, Ali Zmentar, Tijani Ben Youssef - Mohamed Toumi, Jemaï[Qui ?], Mohamed Aissa, Rachid Sehili, Mohamed Dridi

## Source
- La Dépêche tunisienne et Le Petit Matin, rubriques  « Sports », 1938-1939.